# Ralph Näf

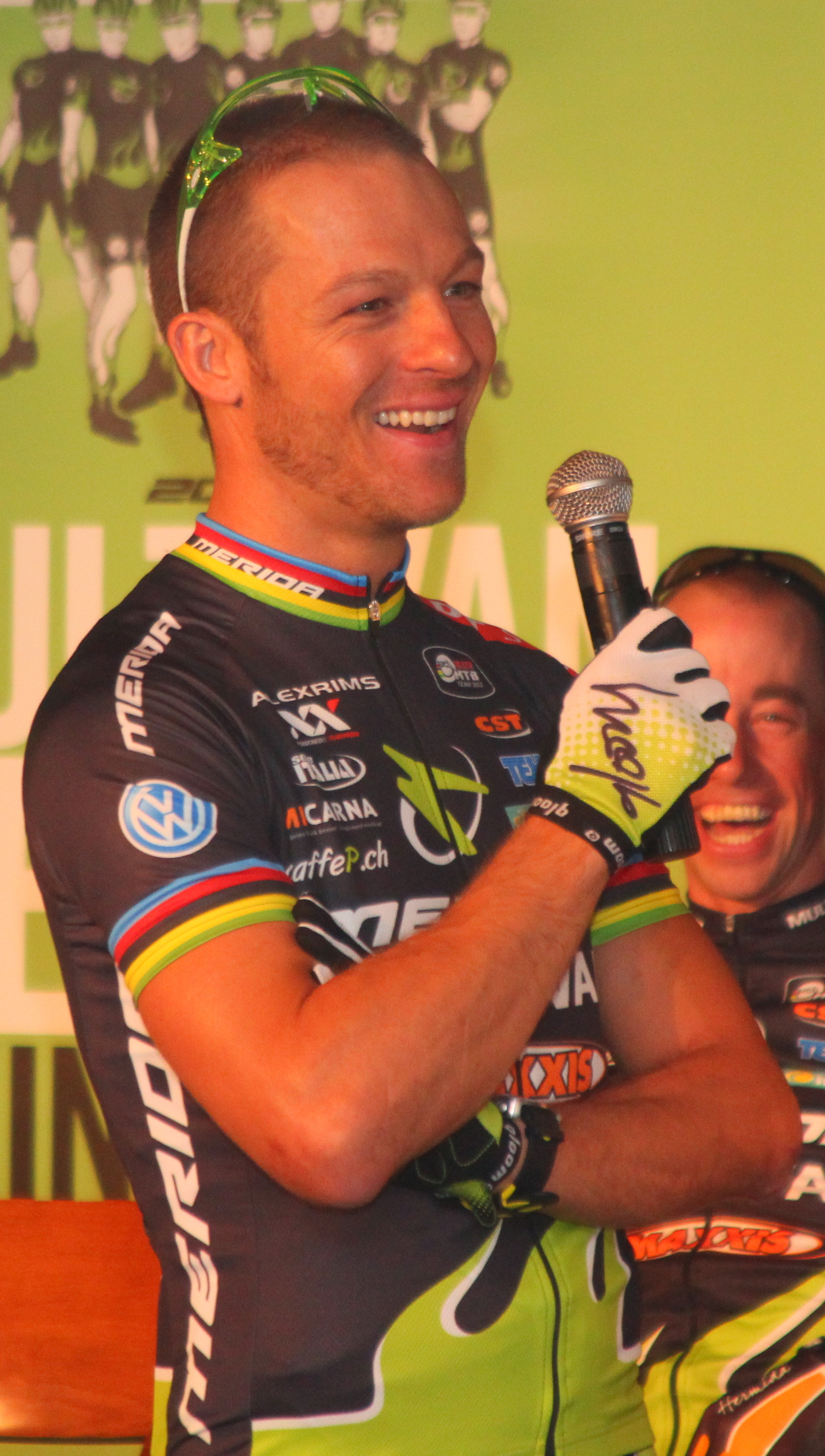
Ralph Näf (2012)

Ralph Näf (* 10. Mai 1980 in Andwil TG) ist ein ehemaliger Schweizer Mountainbike-Profi und Teammanager.

## Laufbahn
Ralph Näf konnte in seiner sportlichen Karriere drei Weltmeistertitel feiern. Er gewann diesen zuerst 2006 auf der Langdistanz im Marathon, 2010 mit dem Team und 2012 im Eliminator. In der olympischen Disziplin Cross Country gewann er an Weltmeisterschaften 2007 die Silbermedaille und 2008 die Bronzene.
Näf fuhr seit der Saison 2013 beim BMC-Mountainbike-Team des Schweizer Bike-Herstellers BMC Switzerland. Zuvor fuhr er für GT-Smith (1998 und 1999), Wheeler-Mitsubishi (2000 und 2001) Koba (2002) und das Multivan Merida Biking Team (2003–2012).
Im Juli 2015 kündigte Näf im Schweizer Fernsehen an, er werde zum Ende der Saison vom Leistungssport zurücktreten und damit auf die Teilnahme an den Olympischen Spielen 2016 in Rio verzichten. Er bestätigte dies auch gegenüber der Fachpresse.
Im Jahr 2016 war er als Teammanager für das Stöckli Pro Team tätig, das sich Ende 2016 auflöste.
Auf die Saison 2017 lancierte Näf sein eigenes «RN Racing Team». 2017 fuhr das Team mit der Bikemarke Radon. Seit der Saison 2018 ist die Schweizer Mountainbike-Marke Thömus der Rahmenlieferant. Das Team fährt unter dem Namen Thömus RN Swiss Bike Team.
2018 gewann Teamfahrerin Alessandra Keller an den U23-Weltmeisterschaften in der Lenzerheide Gold. 2019 gewann der Berner Mathias Flückiger das erste Cross-Country-Weltcup-Rennen für das Team. An den Olympischen Spielen in Tokio holte Flückiger Silber für das Team.

## Erfolge
2014
- 2. Platz MTB Eliminator Europameisterschaften, St. Wendel (GER)

2012
- 1. Platz MTB Eliminator Weltmeisterschaften, Saalfelden (AUT)
- 3. Platz MTB Europameisterschaften, Moskau (RUS)
- 3. Platz MTB Weltcup La Bresse (FRA)
- 18. Platz Olympische Spiele, London (GBR)

2010
- 1. Platz MTB Team-Relay Weltmeisterschaften, Mount Saint Anne (CAN)
- 1. Platz MTB Marathon Europameisterschaften, (ITA)
- 1. Platz MTB Team-Relay Europameisterschaften, Haifa (ISR)

2009
- 1. Platz MTB Europameisterschaften, Zoetermeer (NED)
- 2. Platz MTB Team-Relay Europameisterschaften, Zoetermeer (NED)
- 2. Platz MTB Weltcup, Madrid (ESP)
- 3. Platz MTB Weltcup, Houffalize (BEL)
- 3. Platz MTB Weltcup, Bromont (CAN)
- 3. Platz MTB Weltcup, Champery (SUI)

2008
- 3. Platz MTB Weltmeisterschaften, Val di Sole (ITA)
- 1. Platz MTB Weltcup, Canberra (AUS)

2007
- 2. Platz MTB Weltmeisterschaften, Fort William (GBR)

2006
- 1. Platz MTB Marathon-Weltmeisterschaften, Oisans (FRA)
- 1. Platz MTB Marathon Europameisterschaften, Chies d'Apalgo (ITA)
- 3. Platz MTB Weltcup Spa (BEL)
- 3. Platz MTB Weltcup Madrid (ESP)
- 4. Platz MTB Weltmeisterschaften, Roturua (NZL)

2005
- 1. Platz MTB Weltcup, Fort William (SCO)
- 3. Platz MTB Weltcup, Santa Catarina (BRA)

2004
- 1. Platz Schweizermeisterschaft, Les Crosets (SUI)
- 1. Platz MTB Team-Relay Europameisterschaft, Wałbrzych (POL)
- 2. Platz MTB Team-Relay Weltmeisterschaft, Les Gets (FRA)
- 3. Platz MTB Europameisterschaft, Wałbrzych (POL)
- 6. Platz Olympische Spiele, Athen (GRE)

2003
- 1. Platz MTB Europameisterschaft, Graz (AUT)
- 1. Platz MTB Team-Relay Europameisterschaft, Graz (AUT)
- 2. Platz MTB Team-Relay Weltmeisterschaften, Lugano (SUI)
- 4. Platz MTB Weltmeisterschaften, Lugano (SUI)

2002
- 2. Platz MTB Weltmeisterschaften (U23), Kaprun (AUT)